# 河口慧海

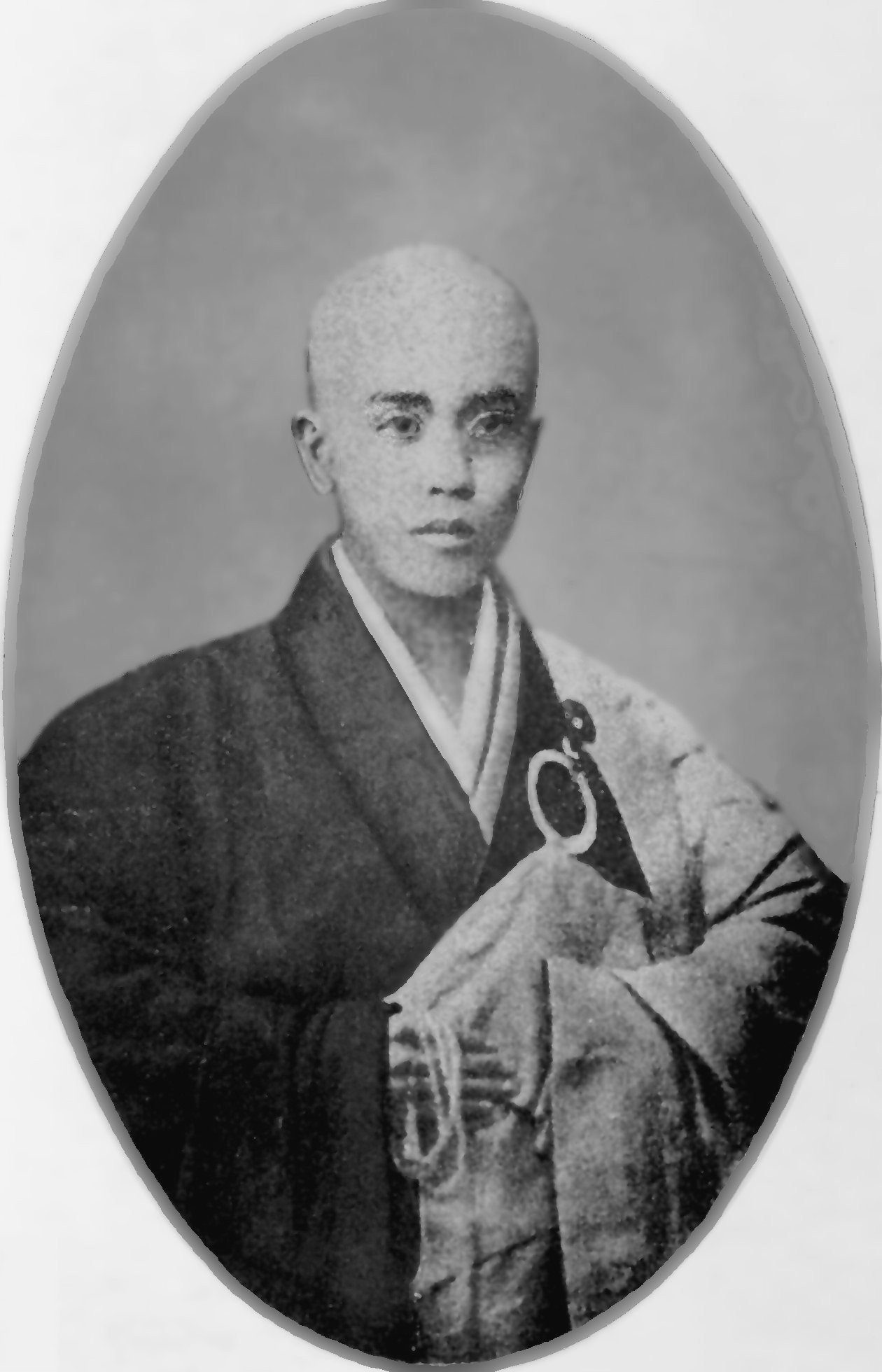
1897年（明治30年）、日本を離れる直前の河口（32歳）

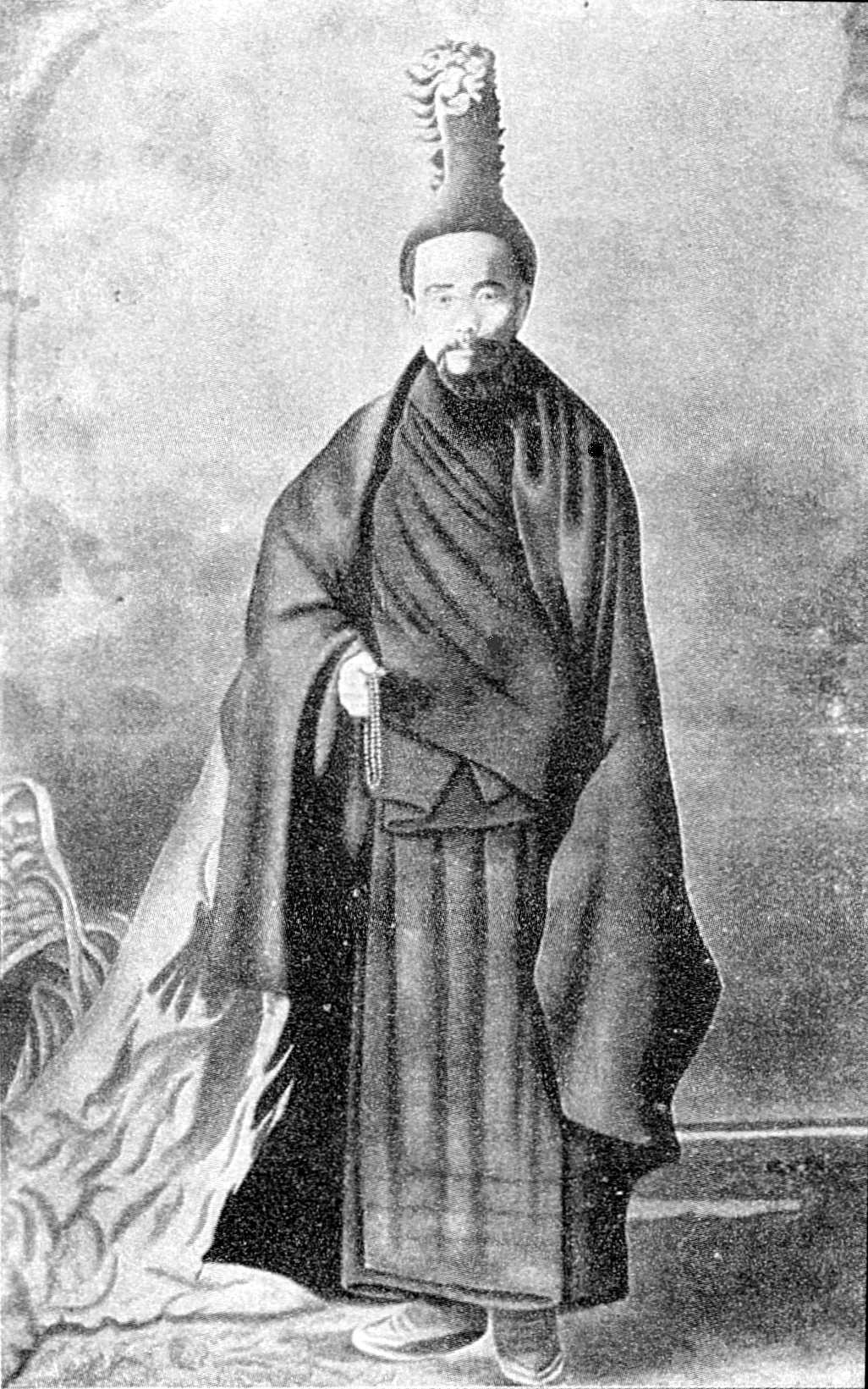
1902年（明治35年）11月、ダージリンにてチベットのラマ姿をした、チベット脱出後の河口（37歳）

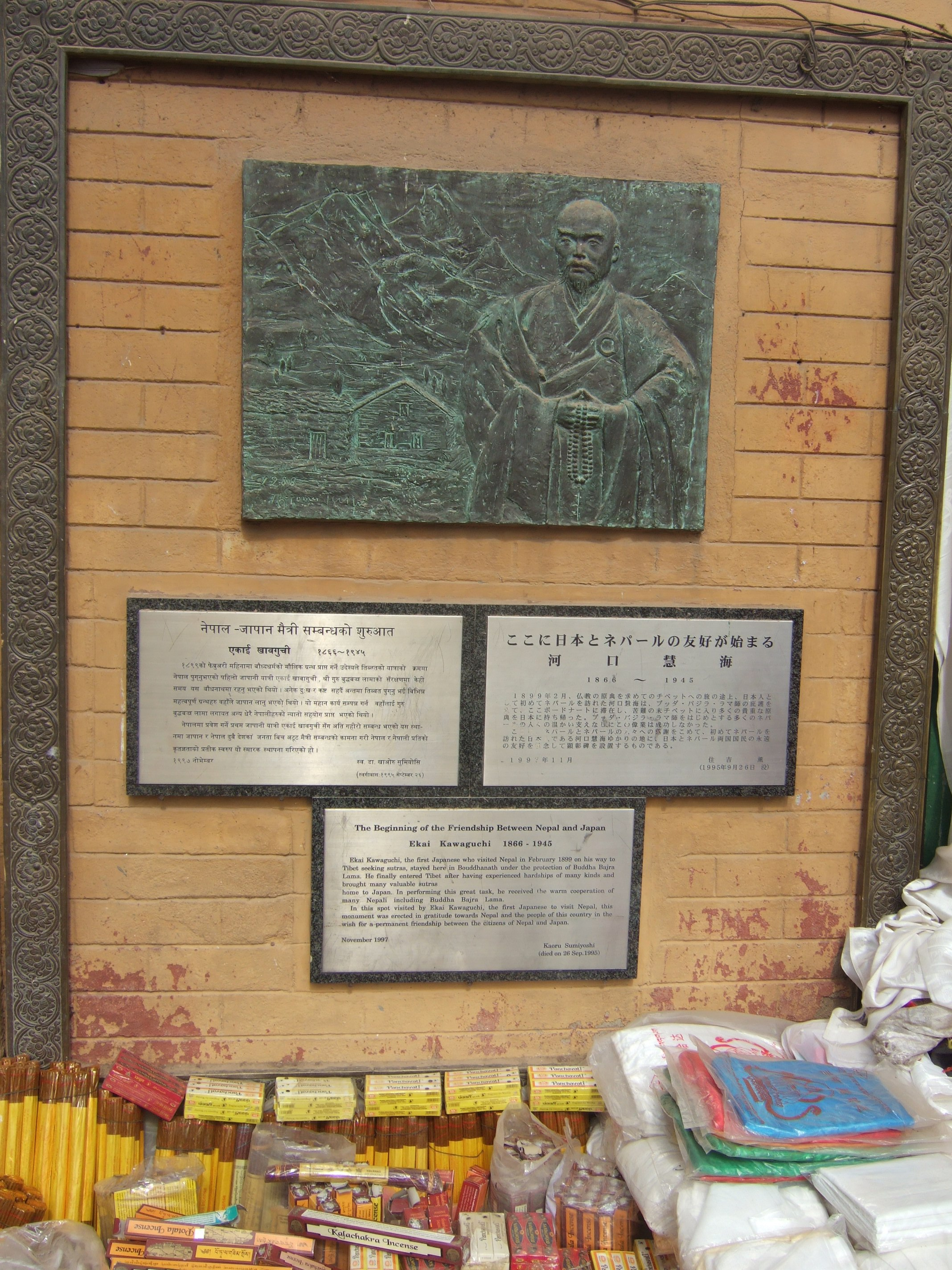
ネパール、カトマンズのボダナートにある河口訪問の記念碑

河口 慧海（かわぐち えかい、1866年2月26日（慶応2年1月12日） - 1945年（昭和20年）2月24日）は、日本の黄檗僧、仏教学者、探検家。幼名は定治郎。僧名は慧海仁広（えかいじんこう）。チベット名はセーラブ・ギャムツォ。チベットでの通称はセライ・アムチー。
日本や中国の漢語仏典に疑問をおぼえ、仏陀本来の教えの意味が分かる書物を求めて、梵語原典やチベット語訳仏典の入手を決意し、日本人として初めてチベットへの入国を果たした。その旅行記は英訳もされ、チベットの聖地伝説化に拍車をかけた。
『西蔵旅行記』『在家仏教』『正真仏教』をはじめとして数多くの著作を残し、慧文社から著作選集も出版されている。

## 経歴
1866年（慶応2年）、摂津国住吉郡堺山伏町（現・大阪府堺市堺区北旅籠町西3丁）生まれ。父は川口善吉、母の名は常子、父の善吉は桶樽を家業とする職人であった。6歳から寺子屋清学院に通い、その後は明治時代初期に設置された泉州第二番錦西小学校へ通学した。12歳から家業を手伝いつつ、その傍らで14歳から夜学へ通学した。その後、藩儒であった土屋弘の塾へ通学して漢籍を5年間学び、米国宣教師から英語などの指導を受けた。1886年（明治19年）、京都の同志社英学校に通学を始めるが、学費困窮から退学し、同年堺市に戻り、再び土屋と米国人宣教師のもとで学んだ。
1888年（明治21年）に宿院小学校の教員となったが、更に学問を修めるべく翌年に上京、井上円了が東京市に創設した哲学館（東洋大学の前身）で外生として苦学した。1890年（明治23年）に黄檗宗の五百羅漢寺（当時は東京本所にあった）で得度し、同寺の住職となる。1892年（明治25年）3月、哲学館の学科終了に伴い住職を辞す。同年4月から大阪妙徳寺に入り、禅宗を学ぶ傍ら一切蔵経を読む。その後、五百羅漢寺の住職を勤めるまでになるが、その地位を打ち捨て、梵語・チベット語の仏典を求めて、鎖国状態にあったチベットを目指す。数々の苦難の末、2度のチベット入りを果す。帰国した後、1921年（大正10年）に還俗する（その理由については自身の著書『在家仏教』に詳しく記されている）。

### 日本人未踏のチベットへ
1897年（明治30年）6月に神戸港から旅立ち、シンガポール経由で英領インドのカルカッタに到着。摩訶菩提会（Maha Bodhi Society）幹事チャンドラ・ボースの紹介によりダージリンのチベット語学者でありチベット潜入経験のあるサラット・チャンドラ・ダースの知遇を得る。およそ1年ほど現地の学校にて正式のチベット語を習いつつ、下宿先の家族より併せて俗語も学ぶ日々を送る。その間に、当時厳重な鎖国状態にあったチベット入国にあたって、どのルートから行くかを研究した結果、ネパールからのルートを選択。日本人と分かってはチベット入りに支障をきたす恐れが強いため、シナ人と称して行動することにした。
1899年（明治32年）1月、仏陀成道の地ブッダガヤに参り、摩訶菩提会の創設者であるダンマパーラ居士より釈迦牟尼如来の舎利をおさめた銀製の塔とその捧呈書、貝多羅葉の経文一巻をチベットに辿り着いた際に法王ダライ・ラマに献上して欲しいと託される。同年2月、ネパールの首府カトマンズに到着。当地にてボダナートの住職であるブッダ・バジラ・ラマ師（覚金剛）の世話になるかたわら、密かにチベットへの間道を調査する。同年3月、カトマンズを後にし、ポカラやムクテナートを経て、徐々に北西に進んで行くが、警備のため間道も抜けられぬ状態が判明し、国境近くでそれ以上進めなくなる。ここで知り合ったモンゴル人の博士セーラブ・ギャルツァンが住むロー州ツァーラン村に滞在することになり、1899年（明治32年）5月より翌年3月頃までをネパールのこの村でチベット仏教や修辞学の学習をしたり登山の稽古をしたりして過ごしながら新たな間道を模索する。
1900年（明治33年）3月、新たな間道を目指してツァーラン村を発ちマルバ村（マルパまたはマルファ）へ向かう。村長アダム・ナリンの邸宅の仏堂にて、そこに納めてあった経を読むことで日々を過ごしながら、間道が通れる季節になるまでこの地にて待機する。同年6月12日、マルバ村での3ヶ月の滞在を終え、いよいよチベットを目指して出発する。同年7月4日、ネパール領トルボ（ドルポ/ドルパ）地方とチベット領との境にあるクン・ラ（峠）を密かに越え、ついにチベット西北原への入境に成功。白巌窟の尊者ゲロン・リンボチェとの面会や、マナサルワ湖（経文に言う『阿耨達池』）・聖地カイラス山などの巡礼の後、1901年（明治34年）3月にチベットの首府ラサに到達。チベットで二番目の規模（定員5500名）を誇るセラ寺の大学にチベット人僧として入学を許される。それまでシナ人と偽って行動していたのにこの時にはチベット人であると騙った理由は、シナ人として入学してしまうと他の中国人と同じ僧舎に入れられ、自分が中国人でないことが発覚する恐れがあったためである。一方、以前にシナ人であると騙ってしまった者など一部の人に対しては、依然としてシナ人であると偽り続ける必要があったため、ラサ滞在中は二重に秘密を保つこととなる。
たまたま身近な者の脱臼を治してやったことがきっかけとなり、その後様々な患者を診るようになる。次第にラサにおいて医者としての名声が高まると、セライ・アムチー（チベット語で「セラの医者」）という呼び名で民衆から大変な人気を博すようになる（本名としてはセーラブ・ギャムツォ（チベット語で「慧海」）と名乗っていたのだが、結局ラサ滞在以降、チベット民衆の間では専らセライ・アムチーという名で知られることになる）。ついには法王ダライ・ラマ13世に招喚され、その際侍従医長から侍従医にも推薦されているが、仏道修行することが自分の本分であると言ってこれは断っている。また、前大蔵大臣の妻を治療した縁で夫の前大臣とも懇意になり、以後はこの大臣邸に住み込むことになった。この前大臣の兄はチベット三大寺の1つ、ガンデン寺の坐主チー・リンポ・チェであり、前大臣の厚意によってこの高僧を師とし学ぶことが出来た。
1902年（明治35年）5月上旬、日本人だという素性が判明する恐れが強くなった為にラサ脱出を計画。親しくしていた天和堂（テンホータン）という薬屋の中国人夫妻らの手助けもあり、集めていた仏典などを馬で送る手配を済ませた後、5月29日に英領インドに向けてラサを脱出した。通常旅慣れた商人でも許可を貰うのに一週間はかかるという五重の関所をわずか3日間で抜け、無事インドのダージリンまでたどり着くことができた。
同年10月、国境を行き来する行商人から、ラサ滞在時に交際していた人々が自分の件で次々に投獄されて責苦に遭っているという話を聞き、かつて哲学館で教えを受けた井上円了、偶然出会った探検家の藤井宣正、後に浄土真宗本願寺派の法主となる大谷光瑞の三人の反対を押し切り、その救出の為の方策としてチベットが一目置いているであろうネパールに赴く。翌年1903年（明治36年）3月、待たされはしたものの、交渉の結果、河口慧海自身がチベット法王ダライ・ラマ宛てに認めた上書をネパール国王（総理大臣）であったチャンドラ・サムシャールを通じて法王に送って貰うことに成功、また国王より多くの梵語仏典を賜る。
同年4月24日英領インドをボンベイ丸に乗船して離れ、5月20日に旅立った時と同じ神戸港に帰着。和泉丸に乗って日本を離れてから、およそ6年ぶりの帰国だった。河口慧海のチベット行きは、記録に残る中で日本人として史上初のことである。
その後、河口慧海は1913年（大正2年）から1915年（大正4年）までにも2回目のチベット入境を果たしている。
ネパールでは梵語仏典や仏像を蒐集し、チベットからは大部のチベット語仏典を蒐集することに成功した。また同時に、民俗関係の資料や植物標本なども収集した。持ち帰った大量の民俗資料や植物標本の多くは東北大学大学院文学研究科によって管理されている。

### 帰国後
1903年（明治36年）に帰国した慧海は、チベットでの体験を新聞に発表、さらにその内容をまとめて1904年（明治37年）に『西蔵旅行記』を刊行した。慧海の体験談は大評判となった一方で、彼のチベット入境は俄かには信じられず、当初はその真偽を疑われる結果となってしまった。英訳では1904年2月に滞米中の野口米次郎がいち早く現地の新聞で慧海の旅行記の一部を英訳紹介し、1909年（明治42年）に“Three Years in Tibet”の題でロンドンの出版社から刊行されている。現在は『西蔵旅行記』は現代仮名遣いに改訂された『チベット旅行記』で、2回目の帰国後に発表された「入蔵記」と「雪山歌旅行」は『第二回チベット旅行記』で読むことができる。
帰国後は経典の翻訳や研究、仏教やチベットに関する著作を続け、のちに僧籍を返上して、ウパーサカ（在家）仏教を提唱した。また、大正大学教授に就任し、チベット語の研究に対しても貢献した。晩年は蔵和辞典の編集に没頭。太平洋戦争終結の半年前、防空壕の入り口で転び転落したことで脳溢血を起こし、これが元で東京都世田谷区代田の自宅で死去した。慧海の遺骨は谷中の天王寺に埋葬されたが、現在は青山霊園の1種ロ15号5側西1地区に改葬されている。

### 記念碑など

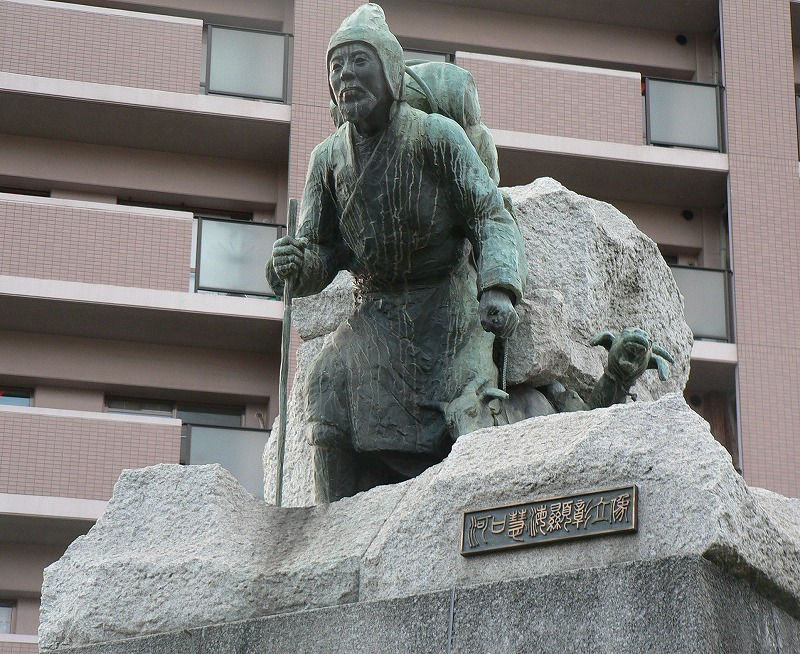
七道駅前の河口慧海顕彰立像

現在、生家跡（大阪府堺市堺区北旅籠町西3丁1番）に記念碑が設置され、その最寄り駅である南海本線七道駅前に銅像が建てられている。また、晩年を過ごした代田の自宅跡（東京都世田谷区代田2丁目14番の「子どもの遊び場」）には終焉の地の顕彰碑が設置されている。世田谷の九品仏浄真寺の境内には慧海の13回忌に際して門弟・親戚等が建てたという「河口慧海師碑」が設置されている。和歌山県の高野山・奥の院には供養塔が設置されている。その他に日本国外においては、ネパールのカトマンズにはネパールと日本との友好を示す「河口慧海訪問の記念碑」が設置されている。同じくネパールのマルファ（『西蔵旅行記』では「マルバ」と表記されている）では慧海が滞在した家が「河口慧海記念館」として一般公開されている。さらに、チベットのセラ寺で慧海が学んだ部屋には記念碑が設置されている。

## 年譜
- 1866年（慶応2年） - 摂津国住吉郡堺山伏町に樽桶製造業、河口善吉と常（つね）の長男として生まれる。
- 1884年（明治17年） - 19歳の秋、徴兵令改正に不当を感じ、天皇への直訴の為上京。未遂に終わる。
- 1890年（明治23年） - 25歳で得度を受け、慧海仁広（えかいじんこう）と名付けられる。
- 1893年（明治26年） - 4月、チベット行きを想起。以後スリランカ留学から戻ってきた釈興然の元でパーリ語を習うなどしてその準備に当たる。
- 1897年（明治30年） - 慧海32歳。
  - 6月26日、神戸港より和泉丸に乗船し、チベット入りを目してインドへ向かう。
  - 7月17日、シンガポールに到着。
  - 7月19日、英国汽船ライトニングに乗り換えカルカッタに到着。
  - 8月3日、汽車でサラット・チャンドラ・ダースの別荘のあるダージリンに到着。当地にてチベット語を学ぶ。
- 1899年（明治32年）
  - 1月5日、約1年間のチベット語就学後、カルカッタへ戻る。
  - 1月20日頃、ブッダガヤを参拝し、ダンマパーラ居士より法王ダライ・ラマへの献上品を託される。
  - 2月、ネパールの首府・カトマンズに到着。
  - 3月初め、チベットへ密かに入れる間道があるというネパール西北のロー州を目指す。
  - 5月中頃、間道の警護が厳しくなっているという噂を聞いたため、ネパール北部のツァーラン村に留まり、チベット仏教の学習などをして過ごす。
- 1900年（明治33年）
  - 3月10日、新たな間道からチベットを目指すため、ツァーラン村を出立。
  - 3月13日、マルバ村に到着。間道が通れる季節になるまでこの地にて待機する。
  - 6月12日、マルバ村を出立。
  - 7月4日、ドーラギリーの北方の雪峰を踏破し、ネパール側よりチベット国境に到達。
  - 8、9月頃、マナサルワ湖やカイラス山を巡礼した後、公道を通ってラサを目指す。
- 1901年（明治34年）
  - 3月21日。チベット・ラサに到着。
  - 4月18日。セラ寺の大学の入学試験を受け合格し、修学僧侶として籍を置く。以降、チベット仏教の学習や経典の蒐集などをして過ごす。
- 1902年（明治35年）
  - 5月29日。およそ1年2ヶ月余りの滞在後、ラサを脱出。
  - 6月15日。五重の関所を3日程で抜け、国境を超えて英領インドに入る。
  - 7月3日。ダージリンのサラット・チャンドラ・ダースの別荘に到着。その後、大熱病にかかり、当地で3ヶ月程療養する。
  - 10月頃、チベットからインドに来た商隊から、ラサ滞在時に交際していた人々に嫌疑がかけられ投獄されていると聞き、その救済の方策を思案する。
- 1903年（明治36年）
  - 1月10日。ネパール国王に謁見するためにカルカッタを出立し、ネパールを目指す。
  - 2月11日。カトマンズにて、河口慧海自身がチベット法王宛てに書き認めた上書をネパール国王を通じて送ることを許される。
  - 4月24日。インド・ボンベイよりボンベイ丸に乗船し、日本を目指して出港。
  - 5月20日。香港を経由し、神戸港に到着。無事6年ぶりの帰国を果たす。
- 1904年（明治37年） - 『西蔵旅行記』を出版後、渡印。
- 1913年（大正2年） - 再びチベットに入る。
- 1915年（大正4年） - 帰国。
- 1921年（大正10年） - 僧籍返還。
- 1926年（大正15年） - 『在家仏教』を出版。
- 1936年（昭和11年） - 『正真仏教』を出版。
- 1945年（昭和20年） - 脳溢血のため80歳で死去。

### 死後
- 2004年 - 『西蔵旅行記』の基になった日記が姪の自宅から見つかり、「ネパールからチベットへの越境にはクン・ラ峠を利用し、その際にヤクに荷物を載せていた」らしいことが判明した[2][3]。
- 2007年 - ネパールの国立公文書館に慧海が寄贈したものと思われる和装の仏書275点が保管されていることが確認される[4]。
- 2019年 - 根深誠らの調査で、白巌窟がリッサン山の洞窟であり、2005年に唱えられた説は誤りであり、越境ルートはクン・ラ峠ではなくマンゲン・ラ峠であることが分かった[5]。

## 著書
慧海の著作は全て戦前に出版されたものであり、既に著作権が切れているため、国立国会図書館デジタルコレクションなどで当時の著作画像が閲覧できる他、『西蔵旅行記』などは電子書籍・青空文庫などでも公開されている。
- 『西蔵探険 : 大秘密国』1903年
- 『生死自在』1904年
  - 改訂版 慧文社、2016年 ISBN 978-4-86330-158-0
- 『西蔵旅行記』 博文館、1904年、再版1941年
  - 『チベット旅行記』 高山龍三校訂、講談社学術文庫（全5巻）、1978年
    - 再訂版『チベット旅行記』 講談社学術文庫（上下）、2015年、ISBN 406-2922789/ISBN 406-2922797

  - 『チベット旅行記』 長澤和俊編「西域紀行探検全集7」白水社、1967年
    - 改訂版『チベット旅行記』 白水Uブックス（上下）、2004年、ISBN 4560073724/ISBN 4560073732

  - 『チベット旅行記 （抄）』 金子民雄監修、中公文庫、2004年 ISBN 4-12-204400-6

その他に複数社による版。青空文庫でも閲覧可能
- "Three Years in Tibet", 1909（慧海自身の英訳「西蔵旅行記」、神智学協会刊） 
  - 改訂版 Orchid Pr、2005年、ISBN 9745240141
  - Kessinger Publishing、2010年1月、ISBN 978-1120943002
  - General Books、2010年10月、ISBN 978-0217406178
- 『入菩薩行』1921年
  - 改訂版 慧文社、2016年 ISBN 978-4-86330-160-3
- 『仏教に現れたる長生不老法』1922年
  - 改訂版『仏教の長生不老法』 国書刊行会、2004年 ISBN 4-336-04618-2
- 『西蔵伝印度仏教歴史』1922年
  - 改訂版 慧文社、2015年 ISBN 978-4-86330-156-6
- 『梵蔵伝訳法華経』1924年
  - 改訂版 慧文社、2011年 ISBN 978-4-86330-046-0
- 『漢蔵対訳勝鬘経』1924年
- カーリダーサ『印度歌劇 シヤクンタラー姫』上下巻 1924年、合本版 1942年
  - 改訂版『シャクンタラー姫』慧文社、2009年 ISBN 978-4-86330-037-8
- 『菩薩道』1926年
- 『在家仏教』1926年
  - 改訂版 慧文社、2009年 ISBN 978-4-86330-029-3
- 『国訳維摩経 : 漢蔵対照』1928年（#外部リンク参照）
- 『平易に説いた釈迦一代記』1929年、『釈迦一代記』1936年
  - 改訂版 慧文社、2010年 ISBN 978-4-86330-035-4
- 『ヒマーラヤ山の光 : 苦行詩聖ミラレエパ』1931年
  - 改訂版 『苦行詩聖ミラレパ : ヒマーラヤ山の光』　慧文社、2010年 ISBN 978-4-86330-036-1
- 『蔵文和訳大日経』1934年
- 『西蔵伝唯識三十頌』1934年
- 『正真仏教』1936年
  - 改訂版 慧文社、2010年 ISBN 978-4-86330-042-2
- 『西蔵文典』1936年
- 『西蔵語読本』1937年
- 『仏教和讃』1937年
- 『仏教日課』1940年
- 『第二回チベット旅行記』 河口慧海の会（編纂）、1966年
  - 改訂版『第二回チベット旅行記』、講談社学術文庫、1981年、ISBN 4-06-158317-4
- 『河口慧海日記－ヒマラヤ・チベットの旅』奥山直司編、講談社学術文庫、2007年　ISBN 978-4-06-159819-5

## 著作集
- 『河口慧海著作集』 全巻数は計24巻 【内訳は、著作集全17巻・別巻2巻・補巻5巻（補巻は第1巻が上下2冊、第2巻が上下2冊、第3巻が1冊の全部で5巻編成）】、うしお書店（USS出版）、1998年-2004年。
  1. 第1巻『西藏旅行記 上巻・探檢の實相を語らざりし所以・西藏旅行記改版の序』
  2. 第2巻『西藏旅行記 下巻』
  3. 第3巻『生死自在・佛教和讃・佛教日課・在家佛教・在家佛教修行道塲開設の辞』
  4. 第4巻『正眞佛教・正眞佛教解題』
  5. 第5巻『入菩薩行・菩薩道』
  6. 第6巻『釋迦一代記・ヒマーラヤ山の光』
  7. 第7巻『西藏傳印度佛教歴史 上巻・西藏傳唯識三十頌』
  8. 第8巻『梵藏傳譯法華經』
  9. 第9巻『漢藏對譯勝鬘經・藏漢對譯大日經住心品・藏和對譯無量壽經・藏和對譯阿彌陀經』
  10. 第10巻『漢藏對照國譯維摩經』
  11. 第11巻『大日經』
  12. 第12巻『法心經・ナルタン版西藏大藏經甘珠目録』
  13. 第13巻『西藏土語大文典修學日誌表・西藏文典・西藏語讀本 第1』
  14. 第14巻『印度歌劇シヤクンタラー姫・入藏記・雪山歌旅行』
  15. 第15巻 論集1『探検談 西藏探嶮談 ほか』
  16. 第16巻 論集2『仏教 自性の獨立 ほか』
  17. 第17巻『實事録・日本文書状下校・私文草稿・在家佛教修行道場開設の辞』
  18. 別巻1『Three years in Tibet』。河口慧海本人により英文に翻訳された『西藏（チベット）旅行記』の英語版。
  19. 別巻2『西藏法王宮殿之圖（ポタラ宮）・西藏旅行繪巻・河口慧海師將來西藏品圖録・美術資料（印度之部・ネパール之部・西藏之部）・パスポート・ダライ・ラマへの上書・チベット聖域への巡礼記・〔ケン〕稚の説・梵文法華經』
  20. 河口慧海著作集 補巻1上『英文草稿編（上）』USS出版421頁 •西蔵文法書草稿ノート •サンスクリット研究草稿ノート（英語論文の草稿）
  21. 河口慧海著作集 補巻1下『英文草稿編（下）』USS出版394頁 •印度歌劇シャクンタラー姫草稿ノート •英文手紙の草稿ノート •日本仏教史解説草稿ノート（英語論文の草稿）
  22. 河口慧海著作集 補巻2上『和文草稿編（上）』USS出版277頁 •必要原稿帖（手紙控等） •漢蔵両訳維摩経の比較研究 •唯識三十頌戒天註釈（二） •唯識三十頌戒天註釈（三） •河口慧海日記（東北方面・昭和六年）
  23. 河口慧海著作集 補巻2下『和文草稿編（下）』USS出版491頁 •入菩薩行 •河口慧海師 •河口慧海師略伝並年譜 •雑記帖ノート
  24. 河口慧海著作集 補巻3『慧海愛用編』USS出版144頁 •世界航路地図

- 『河口慧海著作選集』慧文社、2009年-2018年。
  1. 第1巻『在家（ウパーサカ）仏教』。ISBN 978-4-86330-029-3
  2. 第2巻『平易に説いた釈迦一代記』。ISBN 978-4-86330-035-4
  3. 第3巻『苦行詩聖ミラレパ　ヒマーラヤ山の光』。ISBN 978-4-86330-036-1
  4. 第4巻『シャクンタラー姫』。ISBN 978-4-86330-037-8
  5. 第5巻『正真仏教』。ISBN 978-4-86330-042-2
  6. 第6巻『梵蔵伝訳法華経』。ISBN 978-4-86330-046-0
  7. 第7巻『生死自在』。ISBN　978-4-86330-158-0
  8. 第8巻『蔵文和訳大日経』。ISBN 978-4-86330-055-2
  9. 第9巻『河口慧海著述拾遺　上』。ISBN 978-4-86330-060-6
  10. 第10巻『河口慧海著述拾遺　下』。ISBN 978-4-86330-070-5
  11. 第11巻『西蔵伝印度仏教歴史』。ISBN 978-4-86330-156-6
  12. 第12巻『入菩薩行 シャンテ・デーヴァ／著』。ISBN 978-4-86330-160-3
  13. 第13巻『河口慧海著述拾遺　補遺』、高山龍三・奥山直司編。ISBN 978-4-86330-190-0

## 評伝・研究
- 高山龍三『河口慧海　人と旅と業績』原書房、2004年2月。下記（大明堂）の新版
- 高山龍三『河口慧海への旅　釈迦生誕地に巡礼した人びと』勉誠出版、2011年9月
- 高山龍三 『河口慧海　雲と水との旅をするなり』ミネルヴァ書房<日本評伝選>、2020年1月
- 高山龍三編『展望 河口慧海論』法蔵館、2002年12月
- 高山龍三編 『河口慧海　人物書誌大系44』日外アソシエーツ、2015年9月
- 高本康子『近代日本におけるチベット像の形成と展開』芙蓉書房出版、2010年 -「第2章　河口慧海『西蔵旅行記』の登場」
- 根深誠『求道の越境者・河口慧海－チベット潜入ルートを探る三十年の旅』中央公論新社、2024年2月